# Fibroma odontogênico
O fibroma odontogênico é uma neoplasia odontogênica rara, caracterizada pela presença de células do epitélio odontogênico inativas dentro de um estroma tumoral de tecido conjuntivo fibroso. Ele representa cerca de 0,1% de todos os tumores odontogênicos.

## Sinais e sintomas
Normalmente o fibroma odontogênico é assintomático. Em alguns casos, pode causar expansão da cortical óssea visível, com tumefação e até parestesia, também podendo causar mobilidade dentária.

## Aspectos radiográficos e histológicos
Radiograficamente, tende a ser uma lesão radiolúcida de bordas bem delimitadas, podendo adquirir aspecto cístico. Raramente afetam a coroa de dentes impactados, e a maior parte está na região perirradicular ou interradicular, causando reabsorção das raízes.
Histologicamente, o fibroma odontogênico foi atualizado na classificação das lesões odontogênicas de 2022 da OMS para conter alguns subtipos:
- Subtipo amiloide;
- Subtipo de células granulares;
- Subtipo ossificante;
- Subtipo híbrido (fibroma odontogênico associado a granuloma central de células gigantes).

O subtipo amiloide é bastante controverso, caracterizado por depósitos amiloides e células de Langerhans que se assemelha ao tumor odontogênico epitelial calcificante.
O fibroma odontogênico pode ainda ser classificado em central (intraósseo) ou periférico (extraósseo).

## Causas
Ainda não se sabe ao certo a etiologia do fibroma odontogênico. Para o subtipo híbrido, há três teorias propostas para elucidá-lo:
- Teoria do "tumor de colisão": para as lesões de fibroma odontogênico do subtipo híbrido, ocorre do surgimento simultâneo de um fibroma odontogênico e de um granuloma central de células gigantes; é uma teoria altamente improvável, considerando que são duas lesões raras que precisariam acontecer simultaneamente;
- Teoria dos fatores de crescimento: um granuloma central de células gigantes é estimulado por citocinas a desenvolver um componente epitelial, dando origem ao fibroma odontogênico;
- Teoria do trauma: por trauma ou estímulo inflamatório, o fibroma odontogênico passa a desenvolver dentro de si um granuloma central de células gigantes como lesão reacional.

O fibroma odontogênico do subtipo amiloide é frequentemente associado ao tumor odontogênico epitelial calcificante, que é um tumor odontogênico benigno de origem epitelial. Ambas neoplasias produzem uma proteína chamada ODAM (proteína associada a ameloblastos odontogênicos), que é produzida pelo germe dentário e pelo epitélio odontogênico.

## Epidemiologia
O fibroma odontogênico afeta a maxila e mandíbula em proporções semelhantes, mas com preferência pela região anterior ou de pré-molares. Raramente afetam dentes impactados, e normalmente estão associados às raízes dentárias.

## Diagnóstico
O diagnóstico se dá pelo exame anatomopatológico. Normalmente não se utiliza imuno-histoquímica para diferenciar o fibroma odontogênico do tumor odontogênico epitelial calcificante, pois a expressão de citocinas epiteliais (como CK14 e CK19) é muito semelhante entre ambos. Algumas colorações especiais como vermelho Congo podem tingir as áreas de depósito amiloide.

## Prognóstico e tratamento
O fibroma odontogênico é uma lesão indolente, normalmente tratada por enucleação ou curetagem, com uma taxa de recorrência baixa, de cerca de 4%. Pode ser necessário remover os dentes associados à lesão.